# Tanel Kurbas
Tanel Kurbas, né le 8 mai 1988, à Tallinn, en République socialiste soviétique d'Estonie, est un joueur estonien de basket-ball. Il évolue au poste d'arrière.

## Palmarès
- Champion d'Estonie 2009, 2015
- Coupe d'Estonie 2009, 2011, 2012, 2014, 2015
- MVP du championnat d'Estonie 2015